# Sardegna Open 2021 - Qualificazioni singolare
Le qualificazioni del singolare del Sardegna Open 2021 sono un torneo di tennis preliminare per accedere alla fase finale della manifestazione. I vincitori dell'ultimo turno sono entrati di diritto nel tabellone principale. In caso di ritiro di uno o più giocatori aventi diritto, a queste sono subentrate i Lucky loser, ossia i giocatori che hanno perso nell'ultimo turno ma che avevano una classifica più alta rispetto agli altri partecipanti che avevano comunque perso nel turno finale.

## Teste di serie
1. Jozef Kovalík (qualificato)
2. Cedrik-Marcel Stebe (ultimo turno, ritirato)
3. Sumit Nagal (qualificato)
4. Jurij Rodionov (ultimo turno)

1. Brandon Nakashima (primo turno)
2. Marc-Andrea Hüsler (qualificato)
3. Maxime Cressy (primo turno)
4. Liam Broady (qualificato)

## Qualificati
1. Jozef Kovalík
2. Marc-Andrea Hüsler

1. Sumit Nagal
2. Liam Broady

## Tabellone

### Legenda
| - Q = Qualificato - WC = Wild card - LL = Lucky loser | - ALT = Alternate - SE = Special Exempt - PR = Protected Ranking | - w/o = Walkover - r = Ritirato - d = Squalificato |

### Sezione 1
|  | Primo turno | Primo turno       | Primo turno   | Primo turno | Primo turno |  |  | Ultimo turno | Ultimo turno  | Ultimo turno | Ultimo turno | Ultimo turno |  |
|  |             |                   |               |             |             |  |  |              |               |              |              |              |  |
|  | 1           | Jozef Kovalík     | Jozef Kovalík | 6           | 6           |  |  |              |               |              |              |              |  |
|  |             | Malek Jaziri      | Malek Jaziri  | 3           | 1           |  |  | 1            | Jozef Kovalík | 7            | 4            | 7            |  |
|  |             | Matteo Viola      | 64            | 6           | 6           |  |  |              | Matteo Viola  | 63           | 6            | 64           |  |
|  | 5           | Brandon Nakashima | 7             | 1           | 2           |  |  |              |               |              |              |              |  |

### Sezione 2
|  | Primo turno | Primo turno         | Primo turno         | Primo turno | Primo turno |  |  | Ultimo turno | Ultimo turno        | Ultimo turno | Ultimo turno | Ultimo turno |  |
|  |             |                     |                     |             |             |  |  |              |                     |              |              |              |  |
|  | 2           | Cedrik-Marcel Stebe | Cedrik-Marcel Stebe | 6           | 6           |  |  |              |                     |              |              |              |  |
|  |             | Matthew Ebden       | Matthew Ebden       | 2           | 3           |  |  | 2            | Cedrik-Marcel Stebe | 5            | 1            | r            |  |
|  |             | Tejmuraz Gabašvili  | Tejmuraz Gabašvili  | 4           | 4           |  |  | 6            | Marc-Andrea Hüsler  | 7            | 1            |              |  |
|  | 6           | Marc-Andrea Hüsler  | Marc-Andrea Hüsler  | 6           | 6           |  |  |              |                     |              |              |              |  |

### Sezione 3
|  | Primo turno | Primo turno       | Primo turno       | Primo turno | Primo turno |  |  | Ultimo turno | Ultimo turno   | Ultimo turno   | Ultimo turno | Ultimo turno |  |
|  |             |                   |                   |             |             |  |  |              |                |                |              |              |  |
|  | 3           | Sumit Nagal       | Sumit Nagal       | 6           | 6           |  |  |              |                |                |              |              |  |
|  |             | Andrea Pellegrino | Andrea Pellegrino | 3           | 4           |  |  | 3            | Sumit Nagal    | Sumit Nagal    | 6            | 6            |  |
|  |             | Maxime Janvier    | Maxime Janvier    | 6           | 6           |  |  |              | Maxime Janvier | Maxime Janvier | 2            | 1            |  |
|  | 7           | Maxime Cressy     | Maxime Cressy     | 4           | 3           |  |  |              |                |                |              |              |  |

### Sezione 4
|  | Primo turno | Primo turno       | Primo turno       | Primo turno | Primo turno |  |  | Ultimo turno | Ultimo turno   | Ultimo turno | Ultimo turno | Ultimo turno |  |
|  |             |                   |                   |             |             |  |  |              |                |              |              |              |  |
|  | 4           | Jurij Rodionov    | Jurij Rodionov    | 6           | 7           |  |  |              |                |              |              |              |  |
|  | WC          | Francesco Forti   | Francesco Forti   | 4           | 64          |  |  | 4            | Jurij Rodionov | 5            | 6            | 0            |  |
|  | WC          | Jacopo Berrettini | Jacopo Berrettini | 4           | 1           |  |  | 8            | Liam Broady    | 7            | 4            | 6            |  |
|  | 8           | Liam Broady       | Liam Broady       | 6           | 6           |  |  |              |                |              |              |              |  |